# مطریه (استان قاهره)
مطریه نام شهر و شهرستانی در استان قاهره مصر است.

## نگارخانه

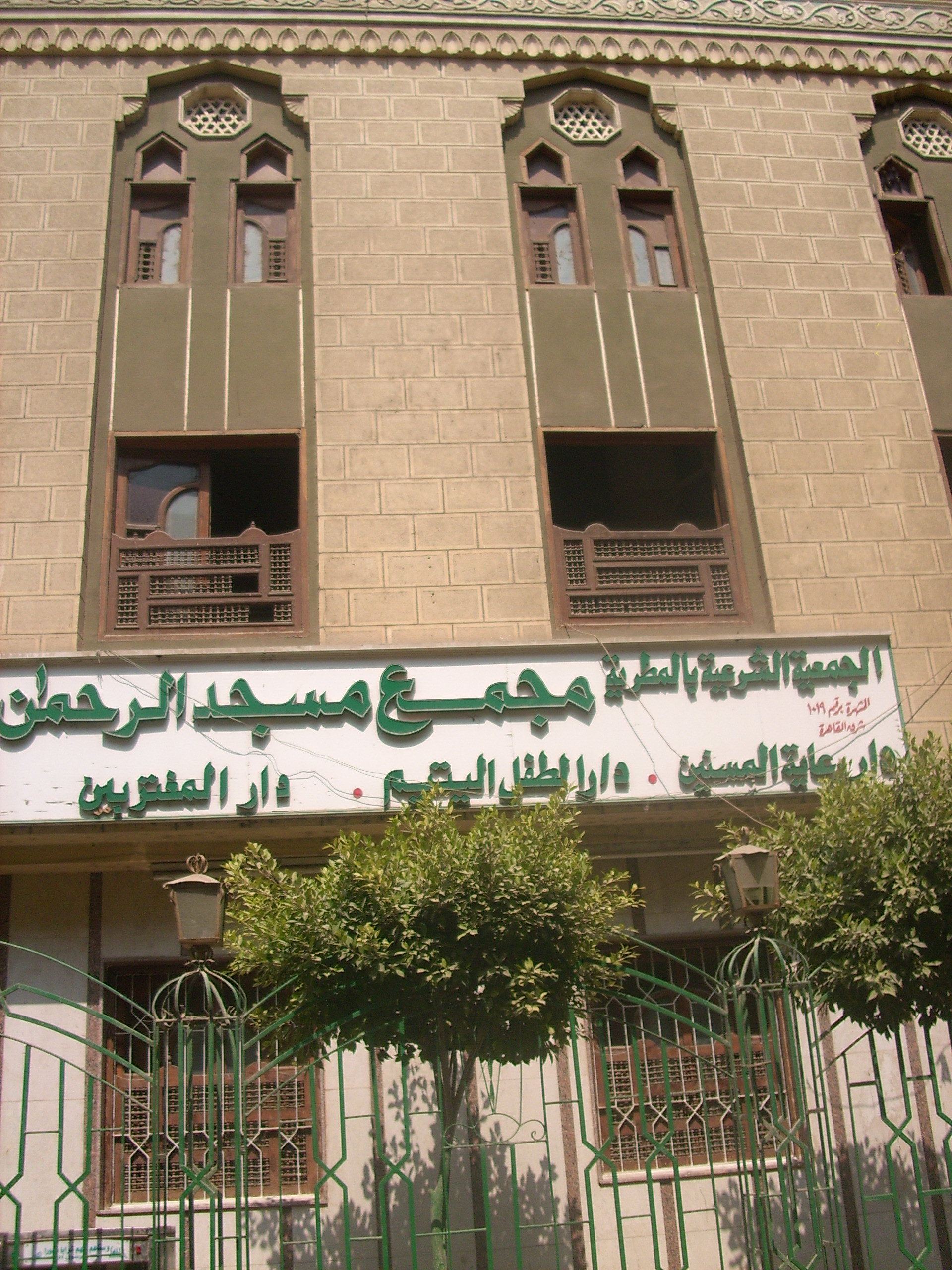
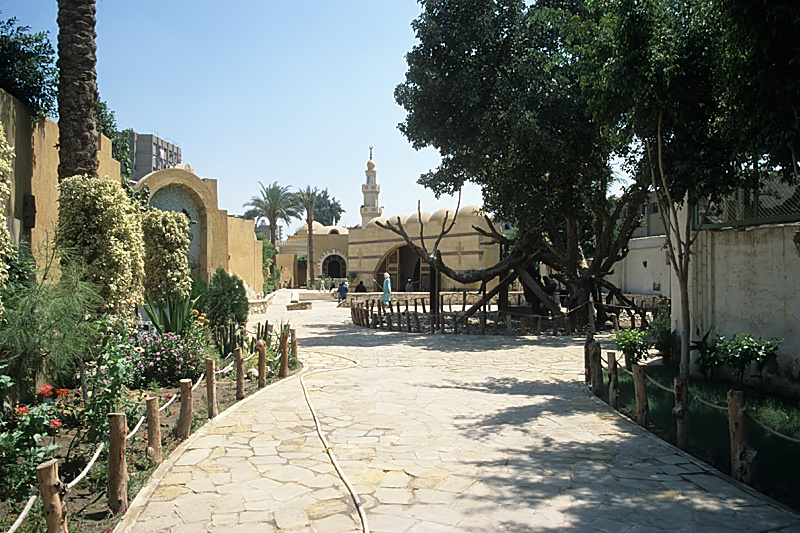
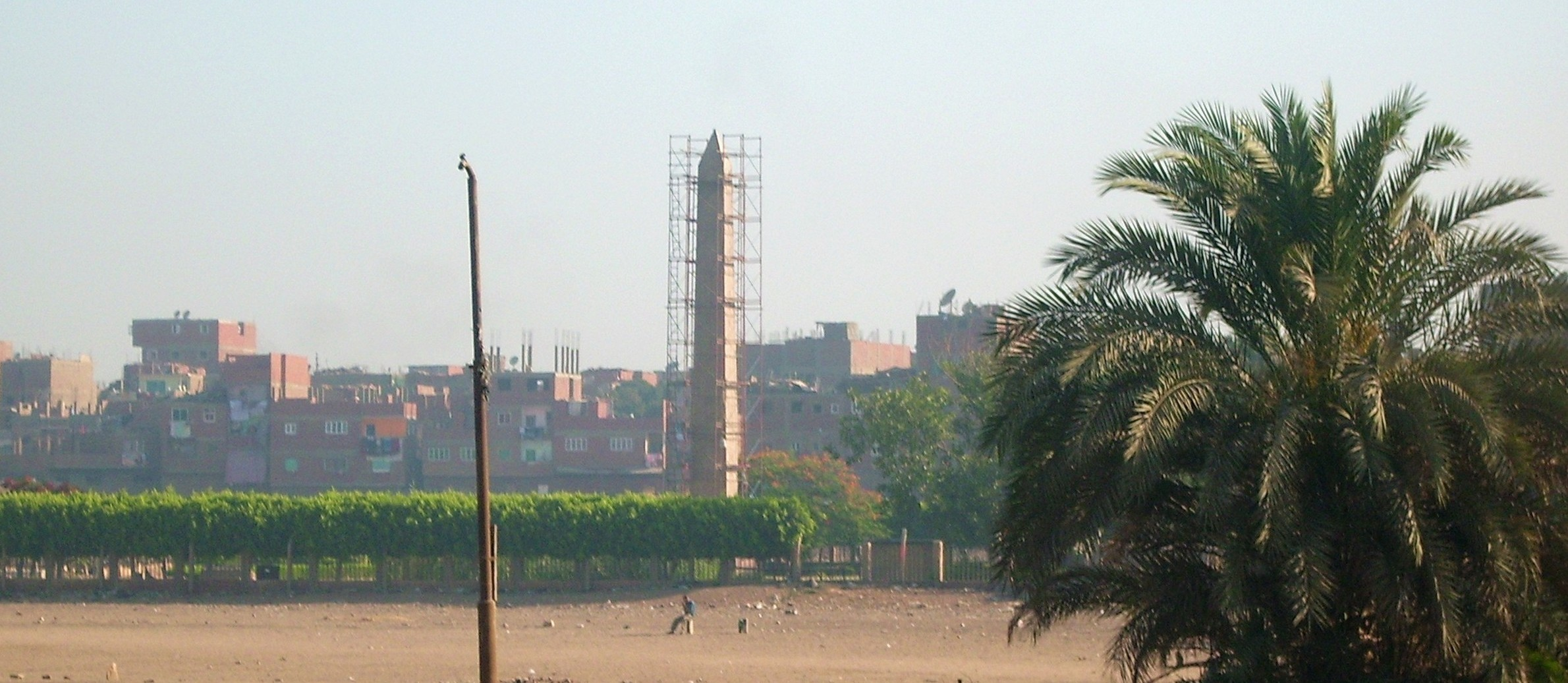